# Mariana Simionescu
Mariana Simionescu (Târgu Neamț, 27 novembre 1956) è un'ex tennista rumena.
È stata sposata con il tennista svedese Björn Borg.

## Carriera
In carriera ha vinto un titolo nel singolare, il Japan Open Tennis Championships nel 1980. Nei tornei del Grande Slam ha ottenuto il suo miglior risultato raggiungendo i quarti di finale di doppio misto all'Open di Francia nel 1975, in coppia con il tennista sovietico Anatolij Volkov. In Fed Cup ha giocato un totale di 20 partite, ottenendo 13 vittorie e 7 sconfitte.

## Statistiche

### Singolare

#### Vittorie (1)
| Numero | Anno            | Torneo                                 | Superficie | Avversaria in finale | Punteggio |
| 1.     | 26 ottobre 1980 | Japan Open Tennis Championships, Tokyo | Cemento    | Nerida Gregory       | 6-4, 6-4  |

#### Finali perse (1)
| Numero | Anno           | Torneo                 | Superficie | Avversaria in finale | Punteggio |
| 1.     | 24 agosto 1975 | WTA New Jersey, Orange |            | Virginia Ruzici      | 1-6, 1-6  |

### Doppio

#### Finali perse (1)
| Numero | Anno           | Torneo                        | Superficie  | Compagna        | Avversarie in finale      | Punteggio |
| 1.     | 29 maggio 1976 | Internazionali d'Italia, Roma | Terra rossa | Virginia Ruzici | Linky Boshoff Ilana Kloss | 1-6, 2-6  |